# John mac Ricard Burke
John mac Ricard Burke  (mort en 1536)  est le 10e Mac William Uachtar seigneur de Clanricard de 1530 à 1536

## Contexte
John est le fils de Ricard (anglais: Richard) mort vers 1517, fils d'Edmond († 1486) le 4e fils d'Ulick Ruadh Burke Mac William (mort en 1485). John devient en 1522 tanaiste c'est-à-dire futur successeur dans la chefferie des Mac William de Clanricard. En 1530 est il est donc désigné comme Mac William Uachtar après la mort de Richard Mór Burke. La mort de John en 1536 ouvre un violent conflit de succession pour le titre de Mac William Uachtar 